# Utricularia rigida
Utricularia rigida är en tätörtsväxtart som beskrevs av Benj.. Utricularia rigida ingår i släktet bläddror, och familjen tätörtsväxter. Inga underarter finns listade i Catalogue of Life.